# Horacio Etchegoyen
Pour les articles homonymes, voir Etchegoyen.
Ricardo Horacio Etchegoyen, né le 13 janvier 1919 à Buenos Aires et mort le 2 juillet 2016 dans la même ville, est un médecin et psychanalyste argentin. Il préside l'Association psychanalytique internationale durant deux mandats (1993-1997).

## Biographie

### Formation
Durant ses études universitaires de médecine au Colegio Nacional de l'Université nationale de La Plata, dans les années 1940, il milite dans un mouvement en faveur de la réforme universitaire[réf. souhaitée]. Il est psychanalysé par Heinrich Racker, puis plus tard par Donald Meltzer et a commencé sa formation en Argentine avec Enrique Pichon Rivière, Marie Langer, Leon Grinberg et José Bleger.

### Carrière
Devenu un psychiatre renommé à Mendoza dans les années 1950, il quitte l'Argentine en 1966, pour des raisons politiques, et séjourne à Londres. Il est très influencé par l’école kleinienne. Il fait une analyse avec Donald Meltzer et des supervisions avec Herbert Rosenfeld et Hanna Segal. Il est aussi influencé par Otto Fenichel et son livre Théorie psychanalytique des névroses. Revenu en Argentine dans les années 1970, il est accepté comme membre adhérent de l'Association psychanalytique argentine en 1970, avec un travail sur l’homosexualité féminine, puis comme membre didacticien en 1974. En 1977, lors de la scission au sein de l'APA, il contribue à la création, puis préside, l’Association psychanalytique de Buenos Aires (Asociación psicoanalítica de Buenos Aires, APdeBA). Il est président de l’Association psychanalytique internationale en 1993-1997. Il est l'un des mentors de Virginia Ungar, première femme présidente de l'API.
Il a notamment participé à l'introduction du lacanisme en Amérique Latine, en invitant Jacques Lacan.

## Technique
À propos du lien théorie et pratique, voici ce qu'il écrit: « Si l’on veut être rigoureux avec la technique, tôt ou tard, on rencontre la théorie, car – comme disait Freud - elles sont toujours attelées comme un Junktim ».
Voici l'une des phrases conclusives de son livre sur la technique : « La proposition sans doute la plus persistante de cette œuvre a été, je crois, en somme, de séparer de manière radicale la psychanalyse de toute tentative cachée ou manifeste de psychothérapie, à travers un modèle qui respecte la vie interne de l’analysant et écarte rigoureusement la suggestion et l’action directe, pour efficace que celle-ci puisse nous paraître. »

## Citations
Rapportée par Laura Etchegoyen (sa fille) à l'occasion de l'élection de son père au titre de vice-président honoraire de l’API : "Mon père aimerait que je vous transmette un message d’espoir pour l’avenir de la psychanalyse en tant que méthode psychothérapeutique la plus libre, la plus efficace et la plus digne pour aider l’homme du XXIe siècle. Il croit fortement que l’avenir de la psychanalyse dépend des psychanalystes qui défendent notre méthode et perfectionnent leur efficacité dans le traitement des patients. C’est dans notre efficacité thérapeutique que réside l’avenir de la psychanalyse." 

## Publications
- « Réflexions sur le transfert et la perversion », in Jean Bergeret (dir.), La cure psychanalytique sur le divan, Paris, Sand & Tchou, 1988  (ISBN 2710702347).
- avec Jacques-Alain Miller, Silence brisé. Entretien sur le mouvement psychanalytique, Agalma, 1997,  (ISBN 2910670023).
- collectif "Ambassades et embrassades", in Ornicar ? no 51, Paris, Navarin, 2004, coll. « Revue du champ freudien »,  (ISBN 2951916914).
- Fondements de la technique psychanalytique, Paris, Hermann, 2005, préface de Daniel Widlöcher et Jacques-Alain Miller,  (ISBN 270566517X) [4],[5].

## Prix et distinctions
- 1996 : Prix Konex de psychanalyse[6].